# Breuil (barge)
Pour les articles homonymes, voir Breuil.

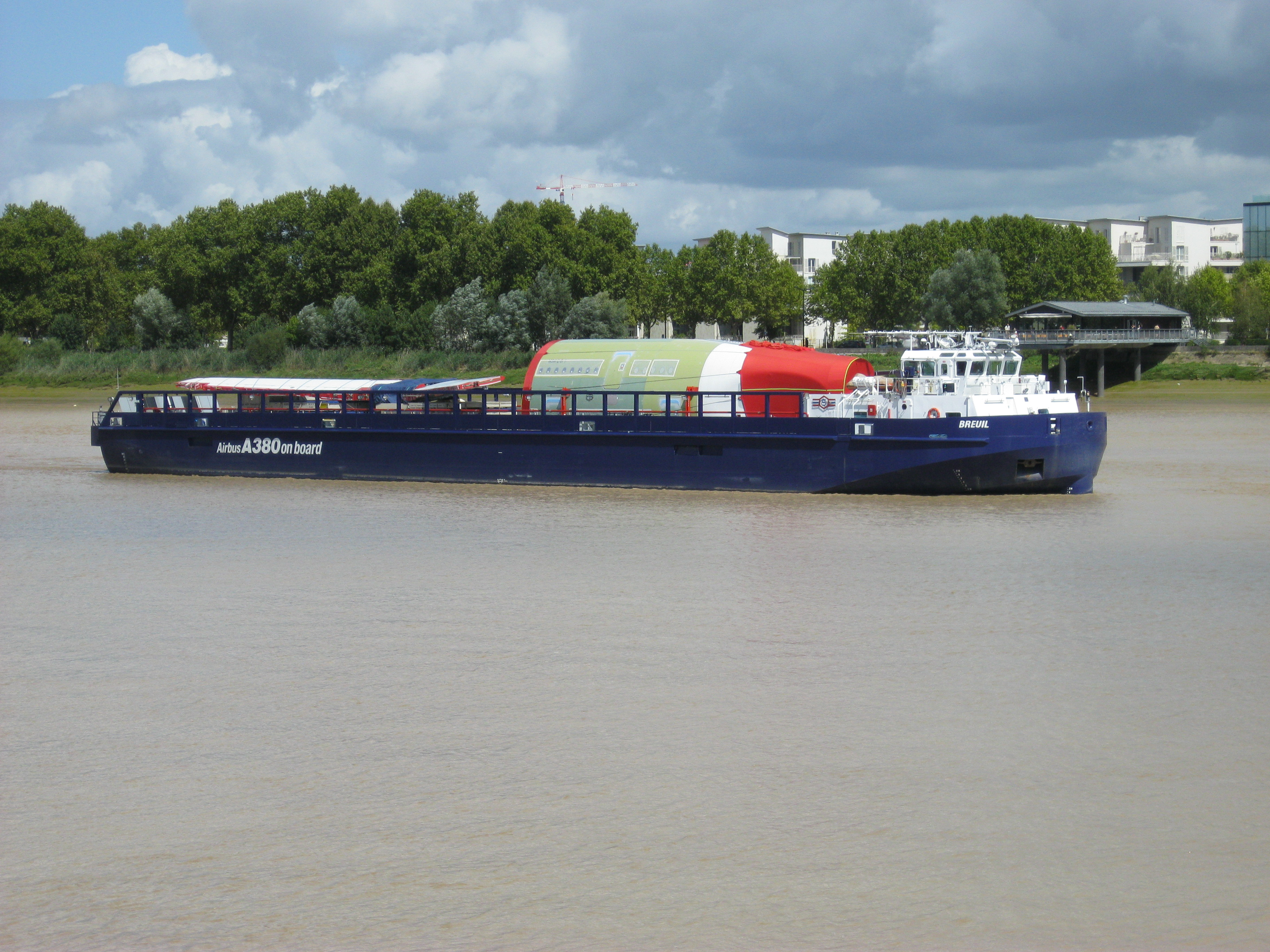
la barge Breuil transporte un élément d'Airbus.

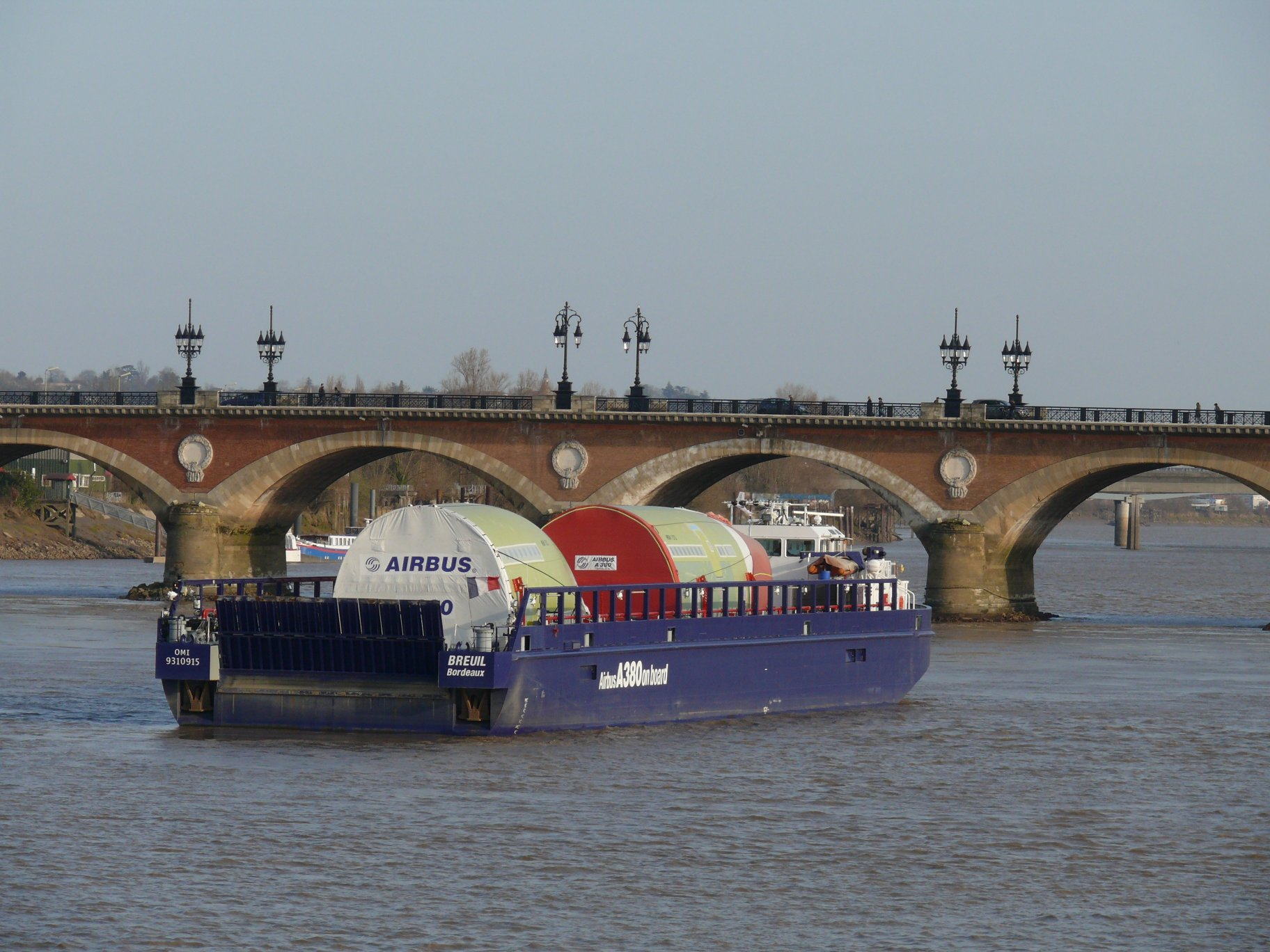
Une pièce d'A380 transportée sous le Pont de Pierre à Bordeaux.

La barge Breuil est un bateau spécialement conçu pour acheminer les éléments de l'Airbus A380 de Pauillac jusqu'à Langon par voie fluviale.
Elle mesure 75 m de long pour 13,50 m de large, lui permettant de franchir le pont de pierre à Bordeaux.
Sa jumelle porte le nom de Brion.